# PKP SM48 sorozat
A PKP SM48 sorozat a Lengyel Államvasutak (PKP) által üzemeltetett szovjet TEM2 típusú dízel tolatómozdony-sorozata. A PKP 130 darabot vásárolt a típusból 1976–tól kezdődően. Egyes lengyel iparvasutak azonban már 1974-től használták a típust, TEM2 típusjelzéssel. Az 1980-as évek közepéig összesen mintegy 300 darab TEM2 mozdonyt állítottak üzembe Lengyelországban.

## Története
A TEM2 konstrukciójának alapja az amerikai ALCO vállalat 1940-es évek elejétől gyártott RSD–1 típusú dízelmozdonya, amelyből néhány példány a második világháború idején a kölcsönbérleti szerződés keretében került a Szovjetunióba. Az amerikai RSD–1-en alapuló TE1 dízelmozdonyt 1947-től gyártották. Az ennek továbbfejlesztésével kialakított TEM1 mozdonyt 1958-tól gyártotta a Brjanszki Gépgyár, majd 1960-ban kezdődött a TEM1-en alapuló TEM2 gyártása Brjanszkban. A mozdonyt később, 1969–1979 között a Vorosilovgradi Dízelmozdonygyár (ma: Luhanszki Mozdonygyár) is gyártotta. A típus sorozatgyártása 1984-ben fejeződött be. A Szovjetunión (Jelenleg utódállamai) és Lengyelországon kívül a típus Kubában is üzemel.
A Lengyelországban üzemelő példányok egy részét modernizálták, többek között új motort kaptak.

## Becenevek
- Tamara – egy népszerű női név a Szovjetunióban
- Walentyna – szintén egy népszerű női név az Szovjetunióban